# Sandwick
Sandwick es una localidad situada en el concejo de Islas Hébridas Exteriores, en Escocia (Reino Unido), con una población estimada a mediados de 2016 de 740 habitantes.
Se encuentra ubicada en la zona oeste de la isla de Lewis.